# 斯氏長嘴鱲
斯氏长嘴鱲（学名：Raiamas steindachneri）为輻鰭魚綱鯉形目鲤科长嘴鱲屬的鱼类。分布於非洲幾內亞、獅子山及賴比瑞亞，本魚尖的對稱尾葉，銀色的身體，背面淺灰色的與側部藍色，魚鰭為明亮的橙色。體具10至14條垂直的黑色橫帶有時有閏的斑點或橫帶，體長可達6.8公分，棲息在底層水域。